# گمینا پژبیرنوو
گمینا پژبیرنوو (به لهستانی:  Gmina Przybiernów) یک گمینا در لهستان است که در شهرستان گولنگوف واقع شده‌است. گمینا پژبیرنوو ۲۲۸٫۶۸ کیلومتر مربع مساحت و ۵٬۱۹۴ نفر جمعیت دارد.